# Лангобардский язык
Лангобардский язык — ныне вымерший язык германского племени лангобардов. Скорее всего был близок древневерхненемецкому языку или являлся его диалектом.

## История
После заселения лангобардами Паннонии и Италии лангобардский под влиянием вульгарной латыни стал выходить из употребления и предположительно перестал употребляться к XI веку.

## Лингвистическая характеристика
Лангобардские тексты дошли до наших времен фрагментарно. Главными примерами являются отдельные слова в текстах на латыни. Например, старейший сборник законов лангобардов Эдикт Ротари, написанный на латыни, содержит единичные вставки особых лангобардских терминов. Также примерами могут служить личные имена из латинских текстов Королевства лангобардов.
По этим обрывкам составить представление о морфологии и синтаксисе утраченного языка невозможно.

## Письменность

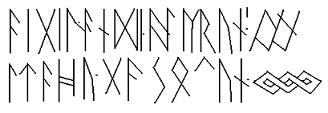
Руническая надпись с серебряной поясной пряжки VI века. Вероятно, образец лангобардского языка (не доказано)

Сохранились фрагменты текстов, написанных рунами.

### Фонологические сведения
Имеются признаки второго (верхненемецкого) передвижения согласных либо подобного.
- /ts/ < /t/ : stolesazo «казначей»
- pert < bert: Aripert, Godepert
- perg < berg: Perctarit, Gundperga
- prand < brand: Ansprand, Liutprand
- slebben < slapen

### Морфология
В силу отсутствия сохранившихся значительных текстов на лангобардском не представляется возможным делать уверенные выводы о морфологии языка. Скорее всего она принципиально не отличалась от древневерхненемецкой.